# Nicéphore Ouranos
Nicéphore Ouranos (en grec : Νικηφόρος Οὺρανός) est un général byzantin de haut rang sous le règne de l'empereur Basile II. Il est l'un des personnages les plus proches de l'empereur et il est actif en Europe dans les guerres contre les Bulgares, remportant une victoire majeure à la bataille de Spercheios, et contre les Arabes en Syrie où il est le dirigeant effectif lors de la première décennie du XIe siècle. Il constitue une sorte de vice-roi de Basile II. Ayant reçu une bonne éducation, il écrit un manuel militaire (Taktika) et compose plusieurs poèmes et hagiographies.

## Biographie

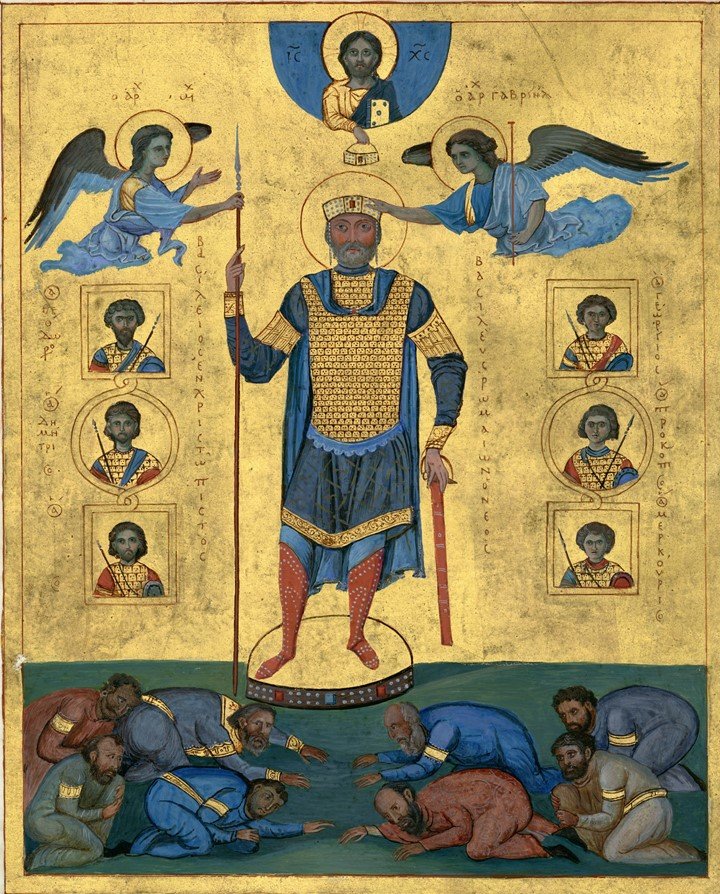
L'empereur Basile II dont Nicéphore Ouranos fut l'un des personnages les plus proches. Psautier de Basile II, vers 1018.

Les sources sur les origines d'Ouranos sont très parcellaires. Les chroniques le représentent souvent comme un homo novus. Un protospathaire et asekretis du nom de Basile Ouranos est peut-être un aïeul de Nicéphore, et on sait via les lettres de Nicéphore qu'il avait un frère du nom de Michel. Nicéphore Ouranos apparaît pour la première fois au début des années 980 au cours de négociations entre l'empire et l'émir de Bagdad à propos du transfert du général rebelle Bardas Sklèros. Après une première ambassade byzantine envoyée en 980, une ambassade arabe dirigée par Ibn Shahram visite Constantinople en 982 et Ouranos est mentionné dans le rapport de cette ambassade comme le confident du jeune Basile II et occupant le poste d’epi tou kanikleion (le gardien du kanikleion, l'encrier impérial). Ibn Shahram mentionne plus loin que l'association étroite entre Nicéphore et l'empereur a fait de Nicéphore un ennemi de l'eunuque parakimomène Basile Lécapène qui dirige les affaires de l'empire depuis plusieurs décennies. Lors des négociations, Ouranos sert d'intermédiaire entre l'empereur et les Arabes et il est ensuite choisi par Basile Lécapène pour diriger une délégation byzantine à Bagdad pour obtenir la livraison de Bardas Sklèros.
Néanmoins, une fois à Bagdad, il est accusé d'avoir essayé d'empoisonner Sklèros ou encore d'avoir négocié en secret avec lui ; par conséquent, il est emprisonné. Il est très probable que les charges contre lui ont été orchestrées par Basile Lécapène qui souhaitait s'en débarrasser. Il reste en prison jusqu'à ce que Bardas Sklèros en parte à la fin de l'année 986. Il revient à Constantinople en 987. À cette date, Basile Lécapène a perdu le pouvoir et est décédé, tandis qu'Ouranos continue de bénéficier des faveurs impériales. Il obtient le rang de magistère et sa position influente est mise en évidence par le fait qu'Athanase l'Athonite le nomme comme premier gardien laïc du monastère de la Grande Laure.
À la suite de la mort du doux de Thessalonique Grégoire Taronitès dans une bataille contre les Bulgares en 995 et de la capture de son successeur Jean Chaldos en 996, Basile II nomme Ouranos comme domestique des Scholes des terres occidentales de l'empire. Il devient donc commandant en chef des troupes des thèmes européens. À la suite de leurs succès, les Bulgares se sont profondément enfoncés en Grèce en perpétrant raids et pillages jusqu'à Corinthe. En 997, Ouranos rassemble ses forces à Thessalonique et marche vers le sud pour rencontrer les Bulgares tandis que le tsar Samuel Ier de Bulgarie se retire vers le nord à l'annonce de l'approche de Nicéphore Ouranos. Les deux armées se rencontrent finalement sur les berges de la rivière Spercheios au centre de la Grèce. Du fait des pluies torrentielles, celle-ci est en crue ce qui la rend infranchissable. Les deux armées campent donc des deux côtés de la rivière. Les Bulgares sont confiants car ils sont persuadés que les Byzantins ne peuvent pas traverser la rivière et négligent la surveillance. Toutefois, Nicéphore trouve un gué en amont et fait traverser son armée durant la nuit pour ensuite attaquer le camp bulgare. La bataille est une déroute pour les Bulgares dont la majorité de l'armée est prise par surprise. Les soldats sont soient tués, soient capturés. Le tsar Samuel et son fils sont eux-mêmes blessés et réussissent à s'échapper en se cachant parmi les morts.
Ouranos continue sa campagne dans cette zone au cours des années suivantes, bien qu'aucune information ne soit fournie par le chroniqueur Jean Skylitzès, la source principale de cette époque. En décembre 999, Ouranos est nommé doux d'Antioche en Syrie, un des commandements militaires régionaux les plus importants. À la suite de la mort de Damien Dalassène, le précédent duc, dans la bataille d'Apamée contre les Fatimides en 998, l'empereur Basile II lui-même vient diriger les opérations dans cette région pour stabiliser la frontière orientale et se dévouer totalement à sa guerre contre les Bulgares. Au cours de l'été de l'an 1000, Ouranos accompagne Basile dans sa campagne qui conduit à l'annexion de la principauté géorgienne de Tao et il défend cette nouvelle acquisition contre les attaques de Gourguen d'Ibérie en 1001-1002.
Après avoir signé une trêve de 10 ans avec les Fatimides en 1001, Ouranos devient le représentant de Basile dans les zones frontalières de l'est de l'empire. Il bénéficie de l'autorité plénipotentiaire comme l'atteste son titre de « maître de l'Orient ». En 1000-1001, Ouranos réprime une rébellion menée par deux tribus de Bédouins, les Noumeritai et les Ataphitai. En 1005-1007, il est engagé dans une opération contre le rebelle arabe Al-Asfar qui est finalement défait en 1007,. Rien n'est connu sur la suite de la vie d'Ouranos bien que le fait qu'aucun successeur au titre de doux d'Antioche ne soit nommé jusqu'en 1011 pourrait impliquer qu'il a tenu ce rôle jusqu'à cette date.

## Œuvres

### LesTaktika
Le Xe siècle voit le retour en grâce de la pratique des encyclopédies incluant des manuels militaires au sein de l'Empire byzantin. Les Taktika de Nicéphore représentent un exemple de cette renaissance et ils sont écrits alors que Nicéphore est gouverneur d'Antioche.
Cette œuvre consiste en 178 chapitres qui peuvent être divisés en plusieurs parties :
- les chapitres 1 à 55 sont une paraphrase des Tactica de l'empereur Léon VI le Sage ;
- les chapitres 56 à 62 sont la paraphrase des Praecepta Militaria de l'empereur Nicéphore II Phocas alors que les chapitres 63 à 65 reflètent la propre expérience d'Ouranos et sont les corrections des premiers textes par rapport aux circonstances nouvelles au début du XIe siècle[10] ;
- les chapitres 66 à 74 sont dérivés des textes d'Onosandre ;
- les chapitres 75 à 175 sont eux aussi dérivés de textes d'auteurs plus anciens.

Parmi les ajouts d'Ouranos, le chapitre 63 parle des raids en territoire ennemi. Le chapitre 64 traite des problèmes de levée de camp et de mise en ordre de bataille quand l'ennemi est à proximité aussi bien que du passage forcé à travers un défilé contrôlé par l'ennemi (inspiré par des auteurs plus anciens). Le chapitre 65 concerne les engins de siège.

### Autres œuvres
Ouranos était par ailleurs un homme pieux, essayant de vivre une vie monacale sans se retirer des affaires du monde. Comme mentionné, il avait reçu la garde du monastère de la Grande Laure, et dans sa jeunesse il avait apparemment été l'ami de Syméon Métaphraste, pour la mort duquel il a écrit un poème.
Il est également l'auteur de deux textes hagiographique, La Vie de Siméon Stylite le Jeune et La Passion de Théodore le Conscrit.